# Guci Draganički
Guci Draganički su naseljeno mjesto u Republici Hrvatskoj u Zagrebačkoj županiji.

## Zemljopis
Administrativno su u sastavu Jastrebarskog. Naselje se proteže na površini od 3,52 km². 

## Stanovništvo
Prema popisu stanovništva iz 2001. godine Guci Draganički broje 385 stanovnika koji žive u 131 kućanstvu. Gustoća naseljenosti iznosi 109,38 st./km².
| broj stanovnika | 422   | 536   | 456   | 506   | 532   | 550   | 489   | 662   | 671   | 707   | 676   | 631   | 555   | 564   | 385   | 302   | 262   |
|                 | 1857. | 1869. | 1880. | 1890. | 1900. | 1910. | 1921. | 1931. | 1948. | 1953. | 1961. | 1971. | 1981. | 1991. | 2001. | 2011. | 2021. |